# Hexatoma (Eriocera) dichroa
Hexatoma (Eriocera) dichroa is een tweevleugelige uit de familie steltmuggen (Limoniidae). De soort komt voor in het Oriëntaals gebied.